# Obone
Obone (Oposme, Oposime, Oposine, Opoxme), jedna od bandi Concho Indijanaca nastanjena u kasnom 17. i ranom 18. stoljeću na obje obale rijeke Rio Grande u blizini današnjeg Presidia u Teksasu i Meksiku. Njihovo glavno selo San Francisco de la Junta nalazilo se na južnoj obali Rio Grande blizu ušća rijeke Concho. Svoj identitet gube hispanizacijom s meksičkim ruralnim stanovništvom sjeverne Chihuahue. 

## Vanjske poveznice
- Oposme Indians